# Rasmus Rasmussen (scrittore)
Rasmus Rasmussen (Miðvágur, 13 luglio 1871 – Tórshavn, 5 ottobre 1962) è stato uno scrittore, politico e insegnante faroese, conosciuto principalmente per aver fondato la prima università popolare faroese e per essere stato tra i primi ad insegnare in lingua faroese.
In patria è noto anche come Regin í Líð e Rasmus á Háskúlanum.

## Biografia

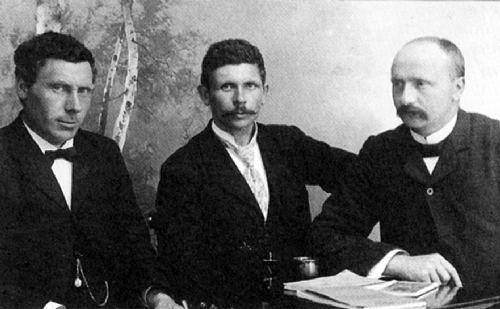
Símun av Skarði, Rasmus Rasmussen e Símun Pauli úr Konoy (da sinistra verso destra).

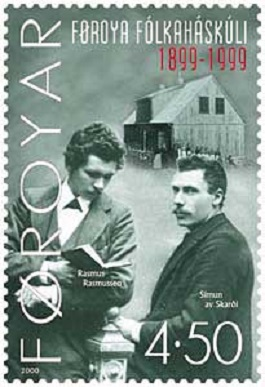
Rasmus Rasmussen (a sinistra) e Símun av Skarði su un francobollo.

Figlio di Johannes Rasmussen e Ata Haraldsdatter, Rasmus Rasmussen nacque a Miðvágur nel 1871. La sua giovinezza fu come quella di molti giovani faroesi dell'epoca, alternando periodi di scuola e periodi di lavoro. Nel 1892 lasciò la fattoria della sua famiglia, dove avrebbe goduto dell'Odelsrett, per andare a studiare all'università popolare di Vallekilde, in Danimarca. Rimase lì per due anni, lavorando come carpentiere durante l'estate. Quattro anni dopo si trasferì ad Askov, dove conobbe il compatriota Símun av Skarði, sposandone nel 1904 la sorella Anna Suffía Rasmussen e divenendone grande amico.
Nel frattempo, nel 1899 Símun e Rasmus fondarono a Klaksvík la Føroya Fólkaháskúli, dove Anna Suffía lavorò come sovrintendente e talvolta insegnante. Questa è ancora oggi l'unica università popolare faroese, che tra l'altro detiene il primato di essere stata la prima istituzione a svolgere l'insegnamento direttamente in lingua faroese. La scuola fu poi spostata a Tórshavn nel 1909, e fu in questo momento che Rasmus iniziò a lavorarvi come insegnante fino al suo ritiro nel 1947. È proprio in virtù della sua lingua carriera da insegnante (38 anni in totale) che oggi in patria è noto anche come Rasmus á Háskúlanum, cioè letteralmente come Rasmus al liceo.
Morì nel 1962 alla veneranda età di 91 anni.

## L'impegno in politica
Rasmussen fu fautore del movimento per l'indipendenza faroese, ottenendo anche un seggio nel Løgting tra le file del Nuovo Autogoverno in quanto rappresentante delle Norðoyar dal 1914 al 1928. Nelle sue idee, anche il lavoro come insegnante doveva servire a preparare ed educare le menti dei giovani faroesi in vista dell'indipendenza. Rasmussen è stato anche fondatore della Føroya Fiskimannafelag insieme a Símun Pauli úr Konoy, diventandone anche il primo segretario.

## L'attività di scrittore
Nel 1909 Rasmussen pubblicò il primo romanzo in lingua faroese, Babelstornið (La torre di Babele), mentre l'anno successivo pubblicò il primo manuale di botanica in faroese.

### Opere
- 1909: Bábelstornið (La Torre di Babele)
- 1910: Plantulæra (Botanica)
- 1912: Glámlýsi (Luce accecante)
- 1922–1923: Vǫluspá (La Profezia della Veggente), traduzione
- 1928: Høvdingar hittast (L'incontro degli eroi), dramma
- 1936: Føroya Flora (Flora faroese)
- 1942: Tvær fornsøgur (Due vecchie storie)
- 1943: Tvær skaldsøgur (Due romanzi)
- 1945: Fornmálasagnir og fornmálaljóð (Leggende e Poesie in lingua antica)
- 1945: Hávamál (La canzone di Harr, l'eccelso), traduzione
- 1946: Gróðrarnýtsla fyrr í tíðini (La coltivazione nei tempi antichi)
- 1949: Sær er siður á landi (Ogni paese ha i suoi costumi), ricordi
- 1950: Føroysk Plantunøvn (I nomi delle piante faroesi)
- 1951: Yvirlit yvir Føroya søgu (Panoramica sulla storia faroese)
- 1952: Gróður og gróðrarvánir (Crescita e condizioni della crescita)
- 2001: Rakul – og aðrar søgur (Rakul e altre storie), anche come audiolibro